# دوتی پروپلر
دوتی پروپلر (انگلیسی: Dowty Propellers) شرکت هوافضای بریتانیایی است، که در سال ۱۹۳۷ از مشارکت شرکت‌های رولز-رویس لیمیتد و بریستول ایروپلین تأسیس شد و هم‌اکنون زیرمجموعه‌ای از شرکت جی‌ای اوییشن می‌باشد.